# Universo DC (franquicia)
El Universo DC (DCU por sus siglas en inglés, o UDC en español) es una franquicia mediática estadounidense y un universo compartido basado en personajes publicados por DC Comics. James Gunn y Peter Safran, codirectores ejecutivos y copresidentes de DC Studios, lo concibieron como un reinicio parcial del anterior Universo extendido de DC (UEDC). Esta nueva continuidad retoma ciertos intérpretes y componentes del UEDC, mientras deja fuera otros. A diferencia del modelo previo en las adaptaciones de DC Comics, el UDC articula una narrativa cohesionada entre producciones de imagen real para cine, televisión, animación y videojuegos. Las obras contemporáneas que no se integran en esta continuidad reciben la etiqueta DC Elseworlds.
Tras la fusión entre Discovery, Inc. y WarnerMedia, que dio lugar a Warner Bros. Discovery (WBD), el director ejecutivo David Zaslav presentó un plan para revitalizar la marca DC, como respuesta a la recepción negativa del UEDC. En noviembre de 2022, el estudio nombró a Gunn y Safran al frente del recién formado DC Studios, tras su participación en títulos del UEDC como El escuadrón suicida (2021) y su serie derivada Peacemaker (2022-presente). Ambos trabajaron durante varios meses junto a un equipo de guionistas en el diseño narrativo de la nueva continuidad, que incluye personajes tanto reconocidos como menos populares del catálogo de DC. El estudio canceló algunos proyectos en desarrollo del UEDC para dar paso a nuevas versiones, mientras otros, como Peacemaker, continuaron dentro del nuevo marco. Algunos actores conservaron sus papeles, mientras otros fueron reemplazados. Gunn y Safran priorizaron las necesidades narrativas por encima de los calendarios de estreno.
La historia del UDC se organiza en capítulos, iniciando con «Dioses y monstruos», que comenzó en 2024 con la serie animada Creature Commandos. Gunn y Safran consideran que la primera película de esta entrega, Superman (2025), representa el verdadero punto de partida del Universo DC.

## Antecedentes

### Universo extendido de DC
A finales de 2012, Marvel Studios consolidó su liderazgo con el desarrollo del Universo cinematográfico de Marvel (UCM), mientras Warner Bros. Pictures enfrentó críticas por avanzar con menor celeridad en la creación de un universo compartido de superhéroes. En respuesta, Warner Bros. impulsó un proyecto para lanzar El hombre de acero (2013), una adaptación del personaje Superman de DC Comics, con la finalidad de cimentar su propio universo narrativo, que más tarde se conocería como el Universo extendido de DC (UEDC). En octubre de 2014, el estudio dio a conocer una lista de producciones basadas en propiedades de DC. Zack Snyder, director de El hombre de acero, tomó la dirección de Batman v Superman: Dawn of Justice (2016) y Liga de la Justicia (2017), mientras Warner Bros. desarrolló películas centradas en miembros de la Liga de la Justicia y otras figuras del catálogo de DC.
| «La historia de DC es bastante caótica. Existe el Arrowverso. Existe el UEDC, que en determinado momento se dividió: por un lado derivó en la Liga de la Justicia de Joss Whedon, y por otro, en el Snyderverso. También existía Superman & Lois, el Reevesverso... Nosotros llegamos e hicimos El escuadrón suicida, que dio origen a Peacemaker. [...] Nadie ejercía supervisión alguna; simplemente distribuían propiedades intelectuales como si fueran obsequios». —James Gunn, codirector ejecutivo de DC Studios, sobre la situación de las adaptaciones de DC Comics antes del Universo DC |

Batman v Superman: Dawn of Justice no cumplió las expectativas comerciales de Warner Bros. y recibió valoraciones desfavorables por parte del público y la prensa especializada. Ante ese panorama, el estudio concluyó que ya no resultaba viable conceder a Snyder la libertad creativa que había tenido en El hombre de acero y Batman v Superman, y reorganizó los futuros proyectos de DC bajo una nueva unidad, DC Films. El ejecutivo Jon Berg y el guionista Geoff Johns asumieron la dirección de la división con el propósito de imprimir a Liga de la Justicia un tono más optimista y esperanzador. Insatisfecho con el resultado, Warner Bros. incorporó a Joss Whedon para reescribir varias escenas. Snyder se retiró del proyecto tras el fallecimiento de su hija en marzo de 2017, y Whedon completó la película con modificaciones sustanciales. Liga de la Justicia volvió a decepcionar en términos críticos y comerciales, lo que llevó al estudio a replantear nuevamente su estrategia con respecto a las propiedades de DC a finales de ese mismo año. Tras esto, Warner Bros. se reunió con el presidente de Marvel Studios, Kevin Feige, para discutir si dirigiría DC. Según reportes, Feige consideró la idea, pero las conversaciones «fracasaron». Berg y Johns dejaron sus funciones en DC Films, y un proyecto centrado en Batman fue reformulado hasta convertirse en The Batman (2022), dirigida por Matt Reeves, ajena al UEDC. Para marzo de 2022, Reeves desarrollaba una serie derivada del filme enfocada en el Departamento de Policía de Gotham City (GCPD), que desembocó en una nueva propuesta basada en el Manicomio Arkham.
Warner Bros. decidió orientar las próximas películas del UEDC hacia un enfoque más autónomo, en contraste con el modelo interconectado previo. En enero de 2018, el estudio nombró a Walter Hamada como nuevo presidente de DC Films. En octubre del mismo año, James Gunn fue contratado para escribir y dirigir El escuadrón suicida (2021), una secuela independiente de Escuadrón suicida (2016), que conservó parte del elenco original pero presentó una historia distinta. Gunn trabajó junto al productor Peter Safran, quien también había participado en las producciones del UEDC Aquaman (2018) y ¡Shazam! (2019). En mayo de 2020, Warner Bros. y Snyder anunciaron el lanzamiento de la versión del director, titulada Liga de la Justicia de Zack Snyder (2021), a través de la plataforma HBO Max. Hacia finales de 2020, Hamada ya contemplaba series derivadas del UEDC para HBO Max, entre ellas Peacemaker (2022-presente), nacida a partir de El escuadrón suicida. En ese momento, existían cerca de 25 series adicionales —de imagen real y animación— basadas en DC, que avanzaban en paralelo a los largometrajes. Hamada propuso unificarlas mediante el multiverso, concepto que se introdujo más adelante en The Flash (2023).

### Warner Bros. Discovery
En abril de 2022, Discovery, Inc. y WarnerMedia, empresa matriz de Warner Bros., completaron su fusión y formaron Warner Bros. Discovery (WBD), bajo la dirección del presidente y director ejecutivo David Zaslav. La nueva compañía trazó un plan de reestructuración para DC Entertainment, con el propósito de alinear sus divisiones de cine, televisión y videojuegos. Incluso antes de concretarse la fusión, Zaslav sostuvo reuniones con posibles candidatos para dirigir DC —entre ellos la ejecutiva cinematográfica Emma Watts— con el objetivo de encontrar una figura comparable al presidente de Marvel Studios, Kevin Feige. A pesar de algunos logros recientes en producciones de DC, tanto Zaslav como WBD coincidieron en que la marca carecía de una «estrategia creativa y de identidad coherente» y desaprovechaba personajes centrales como Superman. Hamada, aún bajo contrato hasta 2023, mantenía la dirección de DC Films. Sin embargo, algunos colaboradores señalaron que Zaslav no reconocía adecuadamente su trabajo ni los planes que había formulado para DC. En junio de 2022, Zaslav anunció que DC Films operaría de forma independiente dentro de la estructura de WBD, aunque temporalmente quedaría bajo la supervisión de los presidentes de Warner Bros., Michael De Luca y Pamela Abdy, hasta el nombramiento de una nueva dirección ejecutiva.
A comienzos de agosto, WBD canceló el estreno de la película Batgirl del UEDC, tanto en cines como en la plataforma HBO Max. El estudio justificó la decisión al afirmar que la producción «simplemente no funcionaba» y contradecía el mandato de Zaslav de presentar las películas de DC como «grandes eventos cinematográficos». Poco después, Zaslav anunció su intención de establecer un nuevo plan a diez años para las producciones de DC, y contrató como consultor a Alan F. Horn, exejecutivo de Walt Disney Studios y Warner Bros., para colaborar en la búsqueda de una nueva figura directiva para la franquicia. La cancelación de Batgirl provocó la molestia de Hamada, quien intentó renunciar, aunque De Luca y Abdy lo convencieron de permanecer en el cargo hasta el estreno de Black Adam en octubre de 2022. Durante ese periodo, Henry Cavill retomó el papel de Superman —personaje que había interpretado en El hombre de acero— en un cameo para Black Adam. De Luca y Abdy aprobaron esta inclusión tras la intervención del actor Dwayne Johnson, protagonista de la película, sin consultar previamente a Hamada. Johnson promovió públicamente la idea de enfrentar a Black Adam con Superman en una futura producción, lo que llevó a Warner Bros. a considerar una secuela de El hombre de acero con Cavill nuevamente como protagonista. A finales de agosto, el productor Dan Lin se perfiló como candidato para liderar DC, aunque abandonó las negociaciones dos semanas después. El director Todd Phillips, responsable de la película independiente Joker (2019), también fue considerado para el cargo, pero optó por centrarse en la realización de su secuela, Joker: Folie à Deux (2024).

## Desarrollo

### DC Studios y desarrollos iniciales
A finales de octubre de 2022, Gunn y Safran asumieron los cargos de copresidentes y codirectores ejecutivos de DC Studios, con inicio previsto para el 1 de noviembre, en reemplazo de Hamada. La designación sorprendió por su carácter inédito, al situar a un director de alto perfil como líder de un estudio cinematográfico. Según lo establecido, Gunn tomaría el control del ámbito creativo y Safran gestionaría la producción y los asuntos empresariales. Ambos firmaron un contrato por cuatro años. Además de sus nuevas funciones, continuarían como director y productor, respectivamente, únicamente en proyectos desarrollados bajo el sello de WBD. Reportarían directamente a Zaslav y colaborarían de forma estrecha con De Luca y Abdy. Pocos días después de asumir el liderazgo, anunciaron que ya trabajaban con un grupo de guionistas en un plan narrativo de entre ocho y diez años para el nuevo UDC. Zaslav confirmó que el equipo había comenzado a elaborar una biblia para estructurar las futuras producciones de DC. Indicó además que el nuevo enfoque seguiría el modelo de Marvel Studios, con una visión unificada para cada personaje y un enfoque particular en las nuevas versiones de Batman y Superman. Para mediados de noviembre, Gunn escribía el guion de una nueva película del UDC, mientras Safran supervisaba los últimos ajustes de Aquaman y el Reino Perdido (2023), producida aún bajo el UEDC. En paralelo, la serie derivada de The Batman centrada en el Manicomio Arkham avanzaba en desarrollo con Antonio Campos como showrunner dentro del nuevo universo narrativo.
Durante los primeros días de diciembre, finalizaron los detalles de su propuesta antes de presentarla a Zaslav. En ese contexto, Patty Jenkins abandonó el desarrollo de la tercera entrega de la saga iniciada por Wonder Woman (2017), luego de que Gunn y Safran le comunicaran que el proyecto no se ajustaba a la nueva dirección del UDC. A partir de entonces, surgieron rumores sobre un posible reinicio completo del UEDC, sin la participación de los actores elegidos por Snyder, la posible integración de las películas de The Batman de Reeves en la nueva continuidad, y el eventual traspaso de Jason Momoa —intérprete de Aquaman— al papel del antihéroe Lobo. Estas revelaciones generaron inquietud en la industria y entre los seguidores, lo que motivó a Gunn a publicar un comunicado en el que reconoció el carácter fragmentado del panorama actual y anticipó «un período de transición inevitable» mientras consolidaban una narrativa cohesiva entre cine, televisión, animación y videojuegos. Una semana después, Gunn informó que ya contaban con una lista de proyectos «lista para iniciar» y que revelarían más detalles en 2023. Confirmó que desarrollaba una nueva película centrada en Superman, sin la participación de Cavill, y que Ben Affleck no retomaría el papel de Batman en futuras producciones. Ambos actores mantuvieron conversaciones con los nuevos directivos para explorar otras posibilidades dentro del UDC: Cavill en un nuevo rol, y Affleck como posible director. Más adelante, Affleck declaró que no tenía interés en dirigir ningún proyecto en el marco de este universo.

### Capítulo uno: Dioses y monstruos
En enero de 2023, diversos informes describieron al UDC como un «reinicio amplio, pero no absoluto» del UEDC, mientras que Gunn y Safran presentaron oficialmente los primeros proyectos de la nueva etapa del UDC. También revelaron los nombres de los guionistas que colaboraron en el desarrollo narrativo general del universo: Drew Goddard, Jeremy Slater, Christina Hodson, Christal Henry y Tom King. El equipo creativo tomó como referencia franquicias como Star Wars, por su diversidad de líneas temporales y escenarios, así como la serie Game of Thrones (2011-2019), conocida por sus personajes moralmente complejos. El grupo estructuró un plan narrativo de ocho a diez años dividido en dos «capítulos», con la posibilidad de ampliar esa planificación en el futuro. El primero, titulado Dioses y monstruos, incluyó cinco películas iniciales: Superman, The Authority, The Brave and the Bold, Supergirl y Swamp Thing. Asimismo, se anunciaron cinco series de televisión: Creature Commandos, Waller, Lanterns, Paradise Lost y Booster Gold. Cualquier proyecto de DC que no encajara en el universo compartido se etiquetaría como DC Elseworlds. Gunn explicó que los proyectos combinarían los «personajes diamante» de DC —como Superman, Batman y Mujer Maravilla— con figuras menos conocidas que, según sus expectativas, alcanzarían una popularidad comparable. Rechazó la idea de volver a contar los orígenes de Superman y Batman, al considerar que el público ya los conoce ampliamente. También desestimó las críticas que acusaban al UDC de centrarse en personajes «nicho» únicamente apreciados por lectores de historietas.
Gunn declaró que The Flash actuaría como un punto de inflexión que «reiniciaría» la continuidad del UEDC, convirtiendo así al UDC en un reinicio parcial que conservaría ciertos actores y elementos, mientras reemplazaba otros. Él y Safran priorizaron a los intérpretes como criterio principal para determinar qué aspectos serían trasladados al nuevo universo. Ambos afirmaron que los personajes debían ser interpretados por los mismos actores en cine, televisión y animación. Confirmaron la continuidad de Viola Davis como Amanda Waller y de John Cena como Peacemaker, manteniendo una «memoria difusa» de los eventos de El escuadrón suicida y Peacemaker. Gunn explicó que cualquier elemento del UEDC sería considerado parte del canon del UDC solo si se hacía referencia directa a él en algún proyecto del nuevo universo. Además de Davis y Cena, se contempló la posibilidad de que Momoa, Gal Gadot (Mujer Maravilla), Ezra Miller (Flash) y Zachary Levi (Shazam) repitieran sus papeles en el UDC, aunque en enero de 2023 aún no se habían tomado decisiones definitivas al respecto. Gunn afirmó que ningún actor interpretaría múltiples personajes, por lo que si Momoa asumía el papel de Lobo, dejaría de encarnar a Aquaman en esta nueva etapa. Posteriormente, Momoa fue confirmado como Lobo dentro del DCU. Gunn también declaró que la entonces próxima película del UEDC Blue Beetle (2023) no mantenía conexiones con las entregas anteriores del universo, pero podía integrarse en el UDC. Esta afirmación fue reiterada por el director del filme, Ángel Manuel Soto, quien aseguró que el personaje formaba parte de los planes futuros del nuevo universo. Poco después, Gunn y Safran aclararon que el actor Xolo Maridueña, quien interpretó a Jaime Reyes / Blue Beetle, continuaría en el papel dentro del UDC, aunque la película funcionaría de forma independiente. En julio de 2023, tras el fracaso comercial de ¡Shazam! La furia de los dioses, Levi expresó dudas sobre su continuidad en el papel dentro del UDC. Al mes siguiente, Gadot afirmó que desarrollaría una nueva película de la Mujer Maravilla junto a Gunn y Safran, aunque posteriormente se informó que ese proyecto no estaba en marcha. A finales de ese año, aún no se había confirmado si Gadot retomaría su papel en la nueva franquicia. En octubre de 2023, se informó que ningún actor de las películas dirigidas por Snyder dentro del UEDC repetiría su rol en el DCU.
Safran declaró que estaban adoptando un enfoque flexible respecto al orden de estrenos del UDC, aunque ciertos proyectos clave para la narrativa general debían lanzarse en una secuencia específica. Añadió que su objetivo consistía en estrenar dos películas y dos series por año. Reconociendo las dificultades que enfrentaron sus antiguos colegas de Marvel Studios, quienes produjeron películas sin guiones terminados debido a mandatos corporativos —lo cual generó resultados dispares—, Gunn sostuvo que la presión por cumplir fechas de estreno perjudicaba a toda la industria y contribuía a su deterioro. En consecuencia, afirmó que priorizaría la calidad de los guiones antes de iniciar cualquier producción. Citó como ejemplo El escuadrón suicida, que no requirió regrabaciones, a diferencia de otros proyectos del UEDC. Al contrastar el UDC con el UCM, Gunn explicó que el primero se desarrollaba en un universo ficticio con una historia alternativa y locaciones como Metrópolis, Gotham City, Temiscira y Atlántida, mientras que el UCM se ambientaba en una versión del mundo real, con muchos de sus héroes residiendo en la ciudad de Nueva York. Gunn expresó que el UDC estaría más estructurado desde sus inicios gracias al equipo de guionistas responsables de la historia general. Señaló que el UDC se centraba en superhéroes tradicionales con identidades secretas, y que los proyectos anunciados se basaban en arcos argumentales y etapas específicas de los cómics, a diferencia del enfoque de Marvel, que combinaba elementos diversos a lo largo de la historia editorial de Marvel Comics. Tras el anuncio del plan inicial del UDC, varias de las historietas citadas por Gunn como influencias se posicionaron entre los títulos más vendidos, y algunos incluso se agotaron. Gunn destacó que uno de los rasgos distintivos de DC frente a Marvel era la existencia de obras limitadas con tonos únicos, separadas del canon dominante —como All-Star Superman (2005-2008), Watchmen (1986-1987) y The Dark Knight Returns (1986)—, y manifestó su intención de replicar ese espíritu en el UDC permitiendo que cada creador aportara su visión particular a los proyectos. También abordó el tratamiento de la muerte y la resurrección dentro del universo narrativo. Aseguró que, en principio, los personajes que murieran permanecerían muertos, salvo que su regreso —mediante recursos como los pozos de Lázaro— respondiera a las necesidades de la historia sin restar impacto a las consecuencias dramáticas.
Cuando Gunn y Safran anunciaron los primeros proyectos de su plan, confirmaron que la segunda temporada de Peacemaker se pospondría mientras Gunn escribía Superman. En febrero de 2023, Gunn aclaró que la serie no había sido cancelada. En octubre reafirmó que la segunda temporada se desarrollaría dentro de la continuidad del UDC, y en diciembre confirmó que formaría parte del primer capítulo. Inicialmente, todas las series del UDC estaban destinadas a la plataforma de streaming Max. Sin embargo, en junio de 2024, WBD decidió trasladar varias de sus series de alto presupuesto planeadas para Max —incluidas las del UDC— a la cadena HBO, comenzando en 2025. Asimismo, se anunció que Max retomaría el nombre HBO Max a mediados de 2025. Un mes más tarde, se informó que la serie sobre el Manicomio Arkham desarrollada por Reeves ya no seguiría adelante.
En diciembre de 2024, Gunn explicó que, pese a haber revelado algunos títulos como parte del capítulo uno —entre ellos la película The Brave and the Bold y las series Waller y Booster Gold—, no aprobaría la producción de ningún proyecto hasta que el guion alcanzara el nivel que él considerara adecuado. Afirmó que solo daría luz verde a una obra cuando el guion estuviera «donde quiero que esté». Poco después, DC Studios aprobó el guion de Mike Flanagan para Clayface y le asignó una fecha de estreno para el 11 de septiembre de 2026. Gunn explicó que originalmente no habían planificado un proyecto sobre Clayface, pero decidió incorporarlo tras quedar impresionado por la visión de Flanagan, quien presentó múltiples versiones del guion antes de recibir la aprobación. El proyecto se integraría dentro de los planes generales del UDC. También destacó los guiones de Supergirl y Lanterns, por los cuales esos proyectos fueron de los primeros en recibir luz verde, pero confirmó que otra película con luz verde había sido «asesinada» en junio de 2025 porque su guion no estaba listo; se trataba de Sgt. Rock. Gunn dijo más tarde que el UDC no tendría un «estilo de empresa» singular y que los creativos podrían aportar su propia visión a sus proyectos. El director de The Brave and the Bold, Andy Muschietti, indicó que el desarrollo de dicha película se había postergado en parte debido a la estrategia de DC Studios para evitar conflictos con The Batman: Part II (2027), a cargo de Reeves. En febrero de 2025, Gunn y Safran declararon que, aunque mantenían flexibilidad respecto al ritmo de producción del UDC, aspiraban a lanzar anualmente tres películas —dos de imagen real y una animada— junto con dos series de imagen real y dos animadas. El plan a largo plazo contemplaba aproximadamente seis años de contenido, incluida una producción de cruce similar a las películas los Vengadores de Marvel Studios, y finalmente planeaban hacer una nueva película de la Liga de la Justicia, pero describieron a cada personaje y proyecto como «capítulos individuales de una historia general».

## Películas
| Película                         | Estreno original                 | Director                         | Guionista(s)                     | Productores                                         | Estado                           |
| Capítulo uno: Dioses y monstruos | Capítulo uno: Dioses y monstruos | Capítulo uno: Dioses y monstruos | Capítulo uno: Dioses y monstruos | Capítulo uno: Dioses y monstruos                    | Capítulo uno: Dioses y monstruos |
| -------------------------------- | -------------------------------- | -------------------------------- | -------------------------------- | --------------------------------------------------- | -------------------------------- |
| Superman                         | 11 de julio de 2025              | James Gunn                       | James Gunn                       | Peter Safran y James Gunn                           | Estrenada                        |
| Supergirl                        | 26 de junio de 2026              | Craig Gillespie                  | Ana Nogueira                     | Peter Safran y James Gunn                           | Posproducción                    |
| Clayface                         | 11 de septiembre de 2026         | James Watkins                    | Mike Flanagan y Hossein Amini    | Peter Safran, James Gunn, Matt Reeves y Lynn Harris | Preproducción                    |
| The Authority                    | —                                | —                                | —                                | —                                                   | En desarrollo                    |
| The Brave and the Bold           | —                                | Andy Muschietti                  | —                                | Peter Safran, James Gunn y Barbara Muschietti       | En desarrollo                    |
| Swamp Thing                      | —                                | James Mangold                    | James Mangold                    | —                                                   | En desarrollo                    |
| Película de la Mujer Maravilla   | —                                | —                                | Ana Nogueira                     | —                                                   | En desarrollo                    |
| Otras películas                  |                                  |                                  |                                  |                                                     |                                  |
| Película de los Jóvenes Titanes  | —                                | —                                | Ana Nogueira                     | —                                                   | En desarrollo                    |
| Película de Bane y Deathstroke   | —                                | —                                | Matthew Orton                    | —                                                   | En desarrollo                    |
| Sgt. Rock                        | —                                | —                                | Justin Kuritzkes                 | —                                                   | En desarrollo                    |

Nota
1. ↑  Fecha de estreno original en Estados Unidos.

### Superman(2025)
Aunque no narra un origen, la película se enfoca en una versión joven de Clark Kent / Superman, quien trabaja como reportero e interactúa con personajes clave como Lois Lane. A lo largo de la trama, emprende un proceso de reconciliación entre su herencia kriptoniana y su familia humana en Smallville (Kansas). Safran describió a Superman como «la encarnación de la verdad, la justicia y el estilo estadounidense; es la bondad en un mundo que considera dicha cualidad como algo anticuado».
Gunn comenzó a redactar una nueva película de DC a mediados de noviembre de 2022 y reveló un mes después que se trataba de una producción centrada en Superman. Explicó que no incluiría a Cavill del DCEU, ya que el guion abordaba una etapa más temprana del superhéroe. En enero de 2023, al presentar junto con Safran el primer plan del nuevo UDC, anunciaron el título Superman: Legacy. Gunn comentó que la película se inspiraba especialmente en el cómic All-Star Superman, de Grant Morrison y Frank Quitely, entre otras fuentes. En marzo, confirmó que asumiría la dirección, mientras que junto con Safran se encargarían de la producción. En junio, David Corenswet y Rachel Brosnahan fueron seleccionados para interpretar a Superman y Lois Lane, respectivamente. A finales de febrero de 2024, el título se redujo a Superman. En ese mismo momento comenzó el rodaje en Noruega, que luego continuó en Trilith Studios (Atlanta, Georgia). La filmación concluyó el 30 de julio. Gunn y Safran consideran esta entrega como el verdadero comienzo del UDC. Superman se lanzó en cines el 11 de julio de 2025.
La historia de Superman transcurre después de la primera temporada de la serie animada Creature Commandos, donde Frank Grillo interpretó por primera vez a Rick Flag Sr. La película introdujo a María Gabriela de Faría como Angela Spica / La Ingeniera, miembro de The Authority, antes de su propia producción cinematográfica. Además, Nathan Fillion interpretó al Linterna Verde Guy Gardner y Sean Gunn a Maxwell Lord. En El escuadrón suicida, Fillion dio vida a Cory Pitzner / The Detachable Kid y Sean a Comadreja. Posteriormente, este último volvió a encarnar al mismo personaje como actor de voz en Creature Commandos. Además, John Cena y Tinashe Kajese aparecieron sin acreditación como Christopher Smith / Peacemaker y la afiliada de ARGUS Flo Crawley, papeles que ya interpretaron en El escuadrón suicida. La película incorpora, además, la tecnología «Quantum Unfolding Chamber», presentada originalmente en la primera temporada de la serie Peacemaker.

### Supergirl(2026)
Descrita por Gunn como "una gran película épica de ciencia ficción" y un "hermoso relato que abarca muchas estrellas",  la película contrasta al hastiado personaje Kara Zor-El / Supergirl, que fue criada en un trozo del destruido planeta Krypton y vio morir a todos a su alrededor, con su primo Superman, que fue criado en la Tierra por padres amorosos. 
Cuando Gunn y Safran dieron a conocer su lista inicial de DCU en enero de 2023, incluyeron una adaptación cinematográfica de la miniserie de cómics Supergirl: Woman of Tomorrow (2021-22) de Tom King y Bilquis Evely. Craig Gillespie dirigirá, Ana Nogueira fue contratada para escribir el guion, y la actriz Milly Alcock fue elegida como Supergirl en enero de 2024, para debutar en otro proyecto de DCU, supuestamente Superman (2025). La película recibió una fecha de estreno del 26 de junio de 2026. El rodaje comenzó en inicios de enero de 2025.
Matthias Schoenaerts y Eve Ridley fueron elegidos respectivamente como los antagonistas principales Krem y Ruthye Marye Knoll entre septiembre y octubre de 2024. Jason Momoa se unió al elenco como el personaje Lobo en diciembre. Momoa interpretó anteriormente a Arthur Curry / Aquaman en las películas de DCEU Justice League, su versión del director de 2021 y las películas de Aquaman.

### Clayface(2026)
En marzo de 2023, el cineasta Mike Flanagan y su socio de Intrepid Pictures, Trevor Macy, se reunieron con Gunn y Safran con respecto a una película centrada en el personaje Clayface, en la que no sería el villano que normalmente se lo retrata en los cómics. Si la película avanzara, no estaba claro en ese momento si sería parte del DCU o una película de Elseworlds; También se esperaba que The Batman - Part II (2026) de Matt Reeves presentara al personaje.  En diciembre de 2024, DC Studios dio luz verde a la película para el DCU con un guion escrito por Flanagan. Se confirmó que Reeves produciría junto a Lynn Harris de su compañía 6th & Idaho Productions. Se esperaba que el rodaje comenzara a principios de 2025, y el estudio estaba buscando un director mientras Flanagan estaba comprometido con su película El exorcista (2026) y una serie de televisión de Carrie.Safran comparó el tono de la película con la película The Fly de 1986. Clayface se estrenará el 11 de septiembre de 2026.

### The Authority
Gunn describió a The Authority como un equipo que piensa que "el mundo está completamente roto. Y la única forma de arreglarlo es tomar las cosas en sus manos, ya sea matando gente, destruyendo jefes de Estado, cambiando gobiernos, ya sabes, lo que sea que quieran hacer para mejorar el mundo". Safran comparó al equipo, moralmente complejo, con el personaje de Jack Nicholson en A Few Good Men (1992).
Cuando Gunn y Safran desvelaron los primeros proyectos de su DCU en enero de 2023, incluyeron una película basada en el equipo de superhéroes The Authority, creado por Warren Ellis y Bryan Hitch para la editorial independiente de cómics WildStorm. WildStorm fue adquirida por DC Comics y sus personajes, incluida The Authority, se introdujeron en la continuidad de los cómics de DC en 2011. Del mismo modo, Gunn y Safran pretendían incluir a los personajes de WildStorm en su propia continuidad del Universo DC, empezando por la Autoridad. Gunn dijo que la película era un proyecto de su pasión y que había estado trabajando en un esquema para ello con los otros escritores de DC Studios.
Gunn dijo que la película tendría conexiones con Superman.

### The Brave and the Bold
La película explora a los miembros de la "Bat-familia", incluyendo la introducción del hijo de Batman, Damian Wayne, como una versión de Robin. Gunn dijo que la película sería una "extraña historia de padre e hijo" sobre Batman y Robin.
Tras la contratación de Gunn y Safran, Zaslav dijo sobre su nuevo plan para el DCU: "No va a haber cuatro Batman". En diciembre de 2022, Gunn dijo que Batman sería "una gran parte del DCU". Cuando Gunn y Safran desvelaron los primeros proyectos de su DCU un mes después, incluyeron The Brave and the Bold, que introduce la versión DCU de Batman. Gunn dijo que la película se basaba en la serie de cómics de Grant Morrison de 2006 a 2013. El director de The Flash, Andy Muschietti, fue contratado para dirigir la película en junio de 2023, pero no se comprometería formalmente hasta que se materializara un guion después de que concluyera la huelga del Sindicato de Guionistas de Estados Unidos de 2023.

### Swamp Thing
Una película de terror que explora los "oscuros orígenes" de Swamp Thing.
En diciembre de 2022, se informó de que el director James Mangold estaba interesado en trabajar con Gunn y Safran en un proyecto del DCU. Cuando ambos desvelaron los primeros proyectos del DCU en enero de 2023, entre ellos figuraba una nueva película de Swamp Thing. Gunn dijo que se inspiraría en el cómic de Alan Moore The Saga of the Swamp Thing (1984-85). Tras el anuncio, Mangold publicó una imagen de Swamp Thing en las redes sociales. Al día siguiente se confirmó que estaba en negociaciones para escribir y dirigir la película, pero no se esperaba que empezara a trabajar en ella hasta que hubiera terminado Indiana Jones and the Dial of Destiny (2023) y un biopic de Bob Dylan. La participación de Mangold se confirmó en abril, cuando ya había empezado a escribir. Al mismo tiempo estaba trabajando en una película de Star Wars, y no estaba seguro de qué proyecto saldría adelante primero. Gunn describió Swamp Thing como un proyecto apasionante para Mangold.
A pesar de tener un tono más oscuro que otros proyectos del DCU, Gunn y Safran pretendían que Swamp Thing estuviera interconectada con el resto del DCU.

### Película de la Mujer Maravilla
En junio de 2025, Gunn informó que una nueva película protagonizada por la Mujer Maravilla avanzaba lentamente en su desarrollo y contaba con un guion en proceso, independiente de la serie de televisión Paradise Lost. Al mes siguiente se supo que Ana Nogueira era la encargada el guion.

### Película de los Jóvenes Titanes
En marzo de 2024, se reveló que una película centrada en el equipo de los Jóvenes Titanes estaba en desarrollo, con Ana Nogueira escribiendo el guion. Gunn y Safran confirmaron que Nogueira había entregado un adelanto en febrero de 2025.

### Película de Bane y Deathstroke
En septiembre de 2024 se reveló que estaba en desarrollo una película sobre el equipo formado con los villanos Bane y Deathstroke, y que Matthew Orton estaba escribiendo el guion.
Posteriormente, se confirmó que Orton estaba escribiendo un guion para una película de DC Studios a comienzos de febrero de 2025, aunque Gunn dijo que su historia no se centraba específicamente en esos personajes, sino que era similar a eso.
Se espera que la filmación tenga lugar en Warner Bros. Studios Leavesden (Inglaterra), entre 2025 o 2026.

### Sgt. Rock
La película, que esperaría el debut y presentación del sargento Frank Rock, y cuya historia se dio a conocer brevemente una premisa que lo involucraba como líder de la Compañía Easy, se uniría con una luchadora de la resistencia francesa para localizar la lanza del destino antes que lo hicieran los nazis, Safran describió la película como una historia bélica de la Segunda Guerra Mundial que explora el heroísmo y el conflicto, tal como ya ocurre en los cómics del personaje, que siempre ha estado marcado por el género bélico, el género aventurero y los superhéroes.
A fines de noviembre de 2024, Justin Kuritzkes había escrito el guion para una película del Sargento Rock. Luca Guadagnino y Daniel Craig estaban en negociaciones para dirigir y protagonizar el papel principal, respectivamente, después de trabajar junto con Kuritzkes en la película Queer de 2024. Aunque había potencial para que el proyecto, se desmoronaría si los acuerdos con Guadagnino y Craig no pasaban, se decía que DC Studios era "entusiasta" con el guion de Kuritzkes y se esperaba que fuera la próxima película de Guadagnino antes del remake planeado de la adaptación planificada de la novela American Psycho (1991). Craig no se había apegado al papel por lo que lo desestimó en febrero de 2025, según los informes, debido a los conflictos de programación y su insatisfacción con la recepción a Queer. Colin Farrell ingresó a las negociaciones para protagonizar en marzo, pero la producción se detuvo a fines de abril, debido a problemas en la logística para desarrollar la filmación la cinta, lo que llevó a rumores y especulaciones de su posible cancelación. Más tarde, posteriormente se reveló que se había revaluado la producción para cambiar la fecha de filmaciones para mediados de 2026 para reorganizar un poco los emplazamientos para la filmación de la cinta y los compromisos del director y posibles actores.

## Series de televisión
| Capítulo uno: Dioses y monstruos |  |   |   |   |                        |                      |         |                                |                 |
| Creature Commandos               |  | 1 | 7 | 7 | 5 de diciembre de 2024 | 9 de enero de 2025   | Max     | Dean Lorey                     | Lanzado         |
| Peacemaker                       |  | 2 | 8 | 8 | 21 de agosto de 2025   | 9 de octubre de 2025 | HBO Max | James Gunn                     | Posproducción   |
| Lanterns                         |  | 1 | 8 | 8 | 2026                   | —                    | HBO     | Chris Mundy                    | Posproducción   |
| Booster Gold                     |  | 1 | — | — | —                      | —                    | HBO Max | David Jenkins                  | Orden de piloto |
| Waller                           |  | 1 | — | — | —                      | —                    | HBO Max | Christal Henry y Jeremy Carver | En desarrollo   |
| Paradise Lost                    |  | 1 | — | — | —                      | —                    | HBO Max | —                              | En desarrollo   |
| Otros                            |  |   |   |   |                        |                      |         |                                |                 |
| Serie de Blue Beetle             |  | 1 | — | — | —                      | —                    | —       | Miguel Puga                    | En desarrollo   |
| Creature Commandos               |  | 2 | — | — | —                      | —                    | HBO Max | Dean Lorey                     | En desarrollo   |
| Mister Miracle                   |  | 1 | — | — | —                      | —                    | —       | Tom King                       | En desarrollo   |

### Creature Commandos(2024-presente)
Amanda Waller reúne un equipo de operaciones negras de monstruos formado por Rick Flag Sr., Nina Mazursky, el Doctor Phosphorus, Eric Frankenstein, la Novia de Frankenstein, G.I. Robot y Weasel.
En enero de 2023, Gunn reveló que estaba escribiendo una nueva serie de televisión del DCU. Cuando Gunn y Safran dieron a conocer los primeros proyectos de su DCU a finales de ese mes, el primer proyecto fue Creature Commandos, una serie de animación para HBO Max basada en un equipo de operaciones encubiertas del mismo nombre con varios monstruos de DC Comics. Gunn ya había escrito los siete episodios y la serie había comenzado su producción. Warner Bros. Animation coproduce la serie. Las grabaciones de voz comenzaron en mayo de 2023. Se estrenó en el servicio de streaming Max el 5 de diciembre de 2024, como "aperitivo" del DCU antes de Superman (2025).
Waller, Weasel y el hijo de Flag, Rick Flag Jr., aparecieron previamente en The Suicide Squad. Sean Gunn retoma su papel como Weasel de la película, mientras que Viola Davis y Steve Agee retoman sus respectivos papeles como Waller y John Economos de la película y Peacemaker. El reparto principal se confirmó en abril, con Frank Grillo e Indira Varma a la cabeza de la serie como Flag y la Novia de Frankenstein, respectivamente. Según Gunn, la Novia es el personaje principal de la serie.

### Peacemaker(temporada 2)
HBO Max anunció una segunda temporada de Peacemaker en febrero de 2022, con Gunn listo para escribir y dirigir los ocho episodios. En febrero de 2023, Gunn dijo que el trabajo en la temporada continuaría después de que se hiciera Waller, luego dijo que era su próximo proyecto después de Superman. Gunn estaba escribiendo la temporada en ese octubre, cuando confirmó que se llevaría a cabo en la continuidad de DCU. En marzo de 2024, Gunn reveló que Waller se había retrasado y que la segunda temporada de Peacemaker se produciría primero. La filmación estaba programada para comenzar más tarde en 2024, simultáneamente con Superman. Esto significaba que Gunn ya no podría dirigir todos los episodios.  El rodaje comenzó el 13 de abril con un "pre-rodaje", antes de la fotografía principal que supuestamente se llevaría a cabo entre junio y septiembre de 2024.

### Lanterns
Hal Jordan y John Stewart, dos Green Lanterns (héroes intergalácticos que llevan anillos que les otorgan poderes extraordinarios), investigan un misterio en la Tierra.
Gunn confirmó en diciembre de 2022 que los personajes de Linterna Verde serían una parte importante del nuevo DCU. Cuando él y Safran desvelaron los primeros proyectos de su DCU a finales de ese mes, incluyeron Lanterns, una nueva iteración de una serie de Green Lantern en desarrollo desde hace tiempo. Safran dijo que la serie sería una historia de detectives basada en la Tierra y "un gran evento de calidad HBO" al estilo de la serie True Detective (2014-presente). Chris Mundy, Tom King y Damon Lindelof escribieron el guion piloto y la biblia de la serie para Lanterns para fines de mayo de 2024.  Mundy se desempeña como showrunner de la serie de ocho episodios, que se lanzará en Max.En octubre de 2024, se anunció a Aaron Pierre como John Stewart  y a Kyle Chandler como Hal Jordan, tras semanas de rumores y negociaciones. James Hawes fue contratado para dirigir los primeros dos episodios y ser productor ejecutivo. Se espera que el rodaje se lleve a cabo de enero a junio de 2025 en Atlanta.
Safran dijo que el misterio que Jordan y Stewart investigan en la serie conduce a la historia principal del DCU.

### Booster Gold
Mike Carter / Booster Gold es una antigua estrella del fútbol americano caído en desgracia en el siglo XXV que viaja en el tiempo para hacerse pasar por superhéroe utilizando tecnología básica del futuro.
Cuando Gunn y Safran desvelaron los primeros proyectos de su lista de DCU en enero de 2023 incluyeron Booster Gold, una serie de "comedia pura y dura" ambientada en el DCU.

### Waller
Tras los acontecimientos del final de la primera temporada de Peacemaker, Waller continúa la historia de Amanda Waller y el "Equipo Peacemaker".
En mayo de 2022, se reveló que se estaba desarrollando una serie spin-off de Peacemaker protagonizada por Amanda Waller, con Christal Henry como guionista y productora ejecutiva junto a Gunn y Safran. Cuando Gunn y Safran dieron a conocer los primeros proyectos del DCU en enero de 2023, el segundo proyecto fue Waller, que Gunn dijo que sería una continuación de Peacemaker porque la segunda temporada de la serie se retrasó mientras Gunn se centraba en el resto del DCU. Henry fue nombrada co-showrunner de Waller junto a Jeremy Carver.
Viola Davis retoma su papel de Waller en Peacemaker y en el DCEU. Otros miembros del reparto de Peacemaker retomarán sus papeles en la serie, incluido Steve Agee como Economos.

### Paradise Lost
Esta serie es un drama político sobre las intrigas y luchas de poder en la isla femenina de Themyscira antes del nacimiento de Wonder Woman.
En diciembre de 2022, se reveló que Jenkins ya no estaba desarrollando una secuela de Wonder Woman y Wonder Woman 1984 después de que Gunn y Safran le dijeran que tal película no encajaba en sus nuevos planes. Cuando Gunn y Safran desvelaron los primeros proyectos de la pizarra del DCU un mes después incluyeron Paradise Lost, que compararon con Game of Thrones (2011-2019). El título es similar a "Paradise Island Lost", un arco argumental del cómic de Phil Jiménez y George Pérez sobre una guerra civil en Themyscira.

### Serie de Blue Beetle
En junio de 2024, se reveló que Warner Bros. Animation estaba desarrollando una serie animada centrada en Jaime Reyes/Blue Beetle para el DCU. Se esperaba que se basara en la película del DCEU Blue Beetle pero que contara su propia historia, y tenía el potencial de llevar a Xolo Maridueña, a protagonizar una película del DCU si tenía éxito. Miguel Puga había estado trabajando en la serie desde principios de 2024 y se esperaba que actuara como showrunner y director.
Cristian Martínez fue elegido como guionista, y el director de la película Ángel Manuel Soto, el guionista Gareth Dunnet-Alcocer y el productor John Rickard actuaron como productores ejecutivos. Se dijo que los contratos con el elenco principal estaban "en constante cambio", pero DC Studios había recibido respuestas positivas al preguntarle al elenco de la película sobre regresar para repetir sus papeles. Maridueña confirmó en julio que repetiría su papel de Blue Beetle en la serie.

### Mister Miracle
En junio de 2025, se reveló que Warner Bros. Animation produciría una serie de animación para adultos basada en los cómics del Sr. Milagro del escritor Tom King, en la que King ejercería de showrunner y productor ejecutivo.

## Cortometrajes de Krypto
En febrero de 2025 se anunció una serie de cuatro cortometrajes centrados en Krypto. Se estrenarán anualmente, con la primera entrega programada para finales de 2025, tras el debut del personaje en Superman.

## Videojuegos
Después de anunciar los proyectos iniciales del DCU, Gunn confirmó los planes de incluir nuevos videojuegos en la historia compartida del DCU y dijo que estos juegos se utilizarían para contar nuevas historias que podrían cerrar la brecha entre películas y series. También se estaban desarrollando para que el público que no juega videojuegos no se perdiera ningún elemento general de la historia. Esperaba que los juegos tardaran unos cuatro años en realizarse. Warner Bros. Games estaba desarrollando videojuegos para el DCU para enero de 2024.

## Reparto y personajes recurrentes
Lista de indicadores
Esta sección incluye personajes que aparecerán o han aparecido en múltiples proyectos del UDC.
- Una celda gris vacía indica que el personaje no apareció en la película o serie de televisión, o que su presencia oficial aún no se ha confirmado.
- R indica un papel recurrente en la serie de televisión.
- S indica un papel sin acreditación.
- V indica un rol de voz.

| Personaje                    | Películas      | Películas    | Series de televisión             | Series de televisión     | Series de televisión | Series de televisión |  |
| Personaje                    | Superman       | Supergirl    | Creature Commandos (temporada 1) | Peacemaker (temporada 2) | Lanterns             | Waller               |  |
| ---------------------------- | -------------- | ------------ | -------------------------------- | ------------------------ | -------------------- | -------------------- |  |
| John Economos                |                |              | Steve AgeeVR                     | Steve Agee               |                      | Steve Agee           |  |
| Rick Flag Sr.                | Frank Grillo   |              | Frank GrilloV                    | Frank Grillo             |                      |                      |  |
| Guy Gardner Linterna Verde   | Nathan Fillion |              |                                  | Nathan Fillion           | Nathan Fillion       |                      |  |
| Kendra Saunders Chica Halcón | Isabela Merced |              |                                  | Isabela Merced           |                      |                      |  |
| Maxwell Lord                 | Sean Gunn      |              |                                  | Sean Gunn                |                      |                      |  |
| Chris Smith Peacemaker       | John CenaS     |              |                                  | John Cena                |                      |                      |  |
| Amanda Waller                |                |              | Viola DavisVR                    |                          |                      | Viola Davis          |  |
| Kara Zor-El Supergirl        | Milly AlcockS  | Milly Alcock |                                  |                          |                      |                      |  |

## Recepción

### Recaudación
| Película | Fecha de estreno    | Recaudación      | Recaudación       | Recaudación  | Presupuesto   | Ref.    |
| Película | Fecha de estreno    | EE. UU. y Canadá | Otros territorios | Mundial      | Presupuesto   | Ref.    |
| -------- | ------------------- | ---------------- | ----------------- | ------------ | ------------- | ------- |
| Superman | 11 de julio de 2025 | $331 243 139     | $247 600 000      | $578 843 139 | $225 millones | [ 174 ] |

1. ↑  Fecha de estreno original en Estados Unidos.
2. 1 2  Las cifras están expresadas en dólares estadounidenses.[173]

### Recepción crítica y pública
| Título                           | Crítica           | Crítica         | Audiencia   | Audiencia |
| Título                           | Rotten Tomatoes   | Metacritic      | CinemaScore | PostTrak  |
| -------------------------------- | ----------------- | --------------- | ----------- | --------- |
| Creature Commandos (temporada 1) | 95% (41 reseñas)  | 74 (12 reseñas) |             |           |
| Superman                         | 83% (474 reseñas) | 68 (58 reseñas) | A−          | 86%       |

## Bandas sonoras
| Título                                       | Fecha de lanzamiento | Compositor(es)              | Duración | Discográfica     |
| -------------------------------------------- | -------------------- | --------------------------- | -------- | ---------------- |
| Superman: Original Motion Picture Soundtrack | 8 de julio de 2025   | John Murphy y David Fleming | 77:00    | WaterTower Music |

1. ↑  Fecha de lanzamiento original en Estados Unidos.

## DC Elseworlds
Al anunciar los primeros proyectos del UDC en enero de 2023, Gunn explicó que todas las producciones que no formaran parte del universo compartido serían etiquetadas como DC Elseworlds. Esta denominación adopta el mismo concepto que el sello Elseworlds de DC Comics, utilizado para identificar historias situadas fuera de la continuidad principal. Por su parte, Safran señaló que los proyectos ajenos al UDC tendrían que cumplir con un alto estándar de calidad para ser aprobados. Gunn consideró brevemente integrar la franquicia The Batman de Matt Reeves al UDC, pero optó por preservar la libertad creativa que ofrece el sello Elseworlds para desarrollar historias independientes. No obstante, indicó que existe una posibilidad remota de incorporar al Batman interpretado por Robert Pattinson.
En el ámbito de la animación, el sello incluye las series Teen Titans Go! (2013-presente) y Harley Quinn (2019-presente). También forman parte del sello las películas animadas originales del Universo DC, así como la película Merry Little Batman (2023). Entre los proyectos futuros se encuentra una cinta animada basada en el cómic The Jurassic League (2022), escrita por Brian Lynch y producida por Gunn y Safran; además de las series animadas Starfire!, Mis aventuras con Linterna Verde y DC Super Powers.
En cuanto a las producciones de imagen real, el sello incluye las películas Joker (2019) y su secuela Joker: Folie à Deux (2024), dirigidas por Todd Phillips; así como la serie de televisión Superman & Lois (2021–2024). Otro proyecto destacado es una futura película centrada en un Superman afrodescendiente, escrita por Ta-Nehisi Coates y producida por J. J. Abrams; junto con una secuela en desarrollo de Constantine (2005), con el regreso de Francis Lawrence como director y Keanu Reeves como protagonista. Asimismo, forma parte del sello Elseworlds el universo compartido de The Batman, creado por Matt Reeves y al que él y su socio Dylan Clark se refieren como la «Batman Epic Crime Saga». Este universo incluye la película The Batman (2022), The Batman: Part II (2027), una tercera entrega actualmente en desarrollo, y la serie derivada El Pingüino (2024).